# Кам'янка-Бузька
Ка́м'янка-Бу́зька (до 15.08.1944 року Кам'янка-Струмилівська, або Струмилова) — місто в Україні, адміністративний центр Кам'янки-Бузької міської громади Львівського району Львівської області.

## Географія
Місто Кам'янка-Бузька розташоване за 41 км на північний схід від Львова над річками Західний Буг та Кам'янка.

## Етимологія
Існує дві гіпотези, якими дослідники пояснюють походження назви «Кам'янка». Одні виводять цю назву від річки Кам'янки, що перетинає місто на півночі, інші — від невеликих брил каміння, нанесених зі Скандинавії у Льодовиковий період, яке ще можна знайти на довколишніх полях.

## Юрій СтрумилоіДимошин
Орієнтовно у 1430-х роках XV століття старостою Кам'янки стає Юрій Струмило — шляхтич, який походив з невеличкого поселення Димошин (Диношин, Дмошин, Дмосін, Дмосіно) у Вишогродській Землі Мазовецького князівства. У всіх історичних документах він фігурує, як Юрій (Єжи) Струмило (Стромило, Стронило) з Димошина, (Димосина, Диносина) або як Юрій Струмило з Кам'янки. Коли у XIX столітті польські історики почали вивчати історичні документи, вони припустили, що Димошин і Кам'янка — це одне й те ж саме поселення. Такому припущенню сприяв той факт, що вишогродський Димошин щез з лиця землі ще десь у XVII столітті.
Особливого поширення ця гіпотеза набула після виходу у світ наприкінці XIX століття Географічного словника Королівства Польського і інших слов'янських країв. Автори цього словника покликаються на Хроніку Дідушицьких Мавриція Дідушицького, який у свою чергу цитує Акт конфедерації шляхти Львівської землі і Жидачівського повіту з містом Львовом від 13 грудня 1464 року. Цей акт починається словами 
Я, Юрій Струмило з Димошина, підкоморій Львівський ..." (лат. Nos Georgius Strumilo de Dimoszyn succamerarius Leopoliensis...)
, з чого автори географічного словника роблять висновок, що «Димошин — це давніша назва Кам'янки». З їхньої легкої руки ця абсолютно безпідставна гіпотеза увійшла в більшість географічних довідників, наукових праць та  художніх текстів про Кам'янку.

## Історія

### Археологічні знахідки
Археологічні знахідки засвідчують, що цю місцевість заселили люди ще в епоху міді й бронзи (ІІІ—II тис. до Р. X.).

### У складі Королівства Польського та Речі Посполитої
Перші достовірні письмові згадки про Кам'янку, які знаходяться в актах Львівського гродського суду, датуються 1441 роком. Зокрема, у XIV томі Актів гродських і земських знаходимо записи № 304-317 про спільний позов Юрія Струмила (Georgii Stromilo) - Кам'янецького старости (tenutarii in Camyonka) разом з трьома кметами, Міхалком (Michalko), Сємьоном (Syemyon) і Сидором (Sydor) з королівських людей Батятич (Bathathicze) до львівського підкоморія Волчка з Колоденець (Wolczhkonem de Klodzyenyecz). До більш ранніх письмових свідчень можна віднести напис на останньому аркуші Кам'янецького Євангелія, про те, що  це Євангеліє тетр переписано у 1411 році «в богоспасаємім місті Каменці Стромилові, многогрішнем і недостойном Тимотеєм Павловичем», проте копія Кам'янецького Євангелія, яка дійшла до наших днів походить з середини XVI століття і ми не можемо знати, на скільки писець, який його переписував, зберіг оригінальний текст, адже у 1411 році Кам'янка ніяк не могла називатися «Каменка Стромилова», оскільки Юрій Струмило був на той час ще надто юним і не міг ще бути старостою Кам'янки.
З середини XV століття почало називатись Кам'янка-Струмилова за прізвищем власника — львівського підкоморія Юрія Струмила. У 1471 році місто отримало магдебурзьке право. Юрій Струмило, як власник міста, фундував та надав засоби для римо-католицької парафії міста.
Наприкінці XV століття Кам'янка-Струмилова була центром торгівлі та ремесла. Через місто пролягали торговельні шляхи з Києва до Польщі та з Волині на Львів. Двічі на рік тут проводили ярмарки, щотижня відбувалися торги. 1578 року місто одержало право складу для дрогобицької солі. У місті діяли цехи кушнірів, ковалів, шевців, гончарів, слюсарів, мечників. Тут було 400 будинків.
Татарські напади наприкінці XV — на початку XVI століття знищили місто, воно втратило давні привілеї, але 8 квітня 1509 року король Польщі Сигізмунд I Старий наново підтверджує міські права Кам'янки.
У податковому реєстрі 1515 року в місті документуються 2 попи (отже, уже тоді були 2 церкви) і міський млин.
У XVI—XVII століттях з Кам'янеччини вивозили за кордон волів. Вивіз худоби — одна із найприбутковіших галузей польської шляхти. Селяни Кам'янко-Струмилівського староства 1636 року відмовились відбувати панщину. Особливо ж гостра боротьба проти соціального і національного гніту розгорталася під Хмельниччини 1648—1657 років. Тоді місто було зруйноване, населення пограбоване.
У XVIII столітті місто поступово відродилося і залишилося центром ремісничого виробництва. Тут працювали кушнірський, шевський, ткацький, ковальсько-слюсарний, бондарський, гончарний, столярно-токарський та ливарно-мечницький цехи, а також цех рибалок. У 1880 році населення Кам'янки-Струмилової становило 6107 осіб. У місті діяли цегельний завод, винокурня, паровий млин, лісопильний завод, на якому виготовляли паркет, смолу, терпентин і деревне вугілля. У 1900 році єврейське населення Кам'янки-Струмилової становило 3549 осіб.

### У складі імперій Габсбургів
З 1854 року Кам'янка-Струмилова стала адміністративним центром однойменного повіту.
У 1892 році парох і декан міста отець Михайло Цегельський виступив ініціатором створення філії українського товариства «Просвіта» у Кам'янці-Струмиловій.
За австрійських часів Кам'янка-Струмилова мала: залізничну станцію, повітовий уряд, міську управу, суд, пошту, телеграф, податковий уряд, позичкові каси, аптеку і два парафіяльні уряди: греко-католицький і римо-католицький.
До початку Першої світової війни у місті дислокувався 2-й дивізіон 9-го полку драгунів австро-угорської армії, який вирізнявся найбільшим відсотком українців серед решти драгунських полків.

### Західноукраїнська Народна Республіка
Український Громадський комітет (отець Михаїл Цегельський, Роман Петрушевич — молодший брат Президента ЗУНР, — І. Вертипорох та інші) роззброїли вояків старшинської школи у місті. Під керівництвом старшин Ю.Шепаровича, В.Назаревича, О.Косаревича 70 курсантів-українців та близько 300 селян, робітників, ґімназистів взяли владу в повіті..
Українці Кам'янки-Струмилової радісно вітали проголошення Західно-Української Народної Республіки. Перебравши владу в місті, українці призначали на найважливіші пости своїх людей. Повітовим комісаром став суддя Роман Петрушевич. У березні 1919 року у місті почала виходити газета «Козацький голос» — орган Начальної команди УГА. Було відкрито українську школу, яка містилася у ратуші, діяв театральний гурток, засновані хор, філія товариства «Українська Бесіда». Місто мало свій часопис «Камінецькі Вісті».
14 жовтня 1933 року розпорядженням міністра внутрішніх справ місто збільшене за рахунок сіл Кривулянка та Підзамче Кам'янко-Струмилівського повіту та включення їх до міської гміни Кам'янка-Струмилова.
Українське національне відродження кінця XIX — першої половини XX століття охопило усі сфери духовного та господарського життя Кам'янеччини, але події вересня 1939 року перекреслили усі сподівання українців на краще, самостійне життя. Трагедія України 1940-х років, придушення національних прагнень українців у подальші десятиріччя з усією повнотою позначилися на житті Кам'янеччини. Проте, незважаючи на важкі часи Підрадянської України, у цьому регіоні розвивалося сільське господарство та промисловість, освіта і культура.

## Пам'ятки архітектури та природи
- Кам'янсько-Бузька ратуша (вул. Тараса Шевченка, 2)
- Костел Успіння Богородиці - неоготичний храм, побудований за проектом Теодора Тальовського (вул. Івана Павла II)
- Церква святого Миколая — дерев'яна церква, зведена у 1667 році із дзвіницею 1762 року (вул. Незалежності, 87)
- Церква Різдва Богородиці (1878—1882); фундатор — о. Михаїл (Михайло) Цегельський (вул. Івана Франка, 10)
- Парафіяльна церква Преображення Господнього в Кам'янці-Бузькій старанням парафіян збудована 7 липня 1996 р. — 19 серпня 2005 р. (вул. Ярослава Мудрого, 1-А)
- Чорний парк (парк імені Степана Бандери).

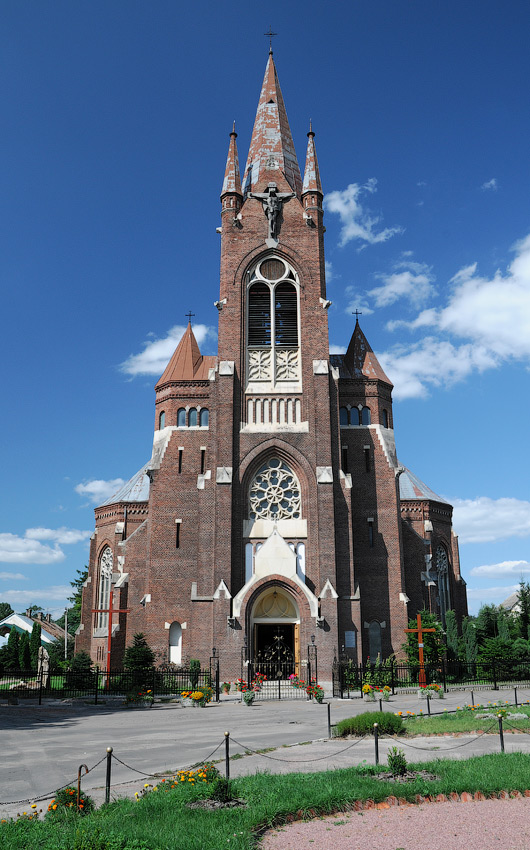
Костел Успіння Богородиці
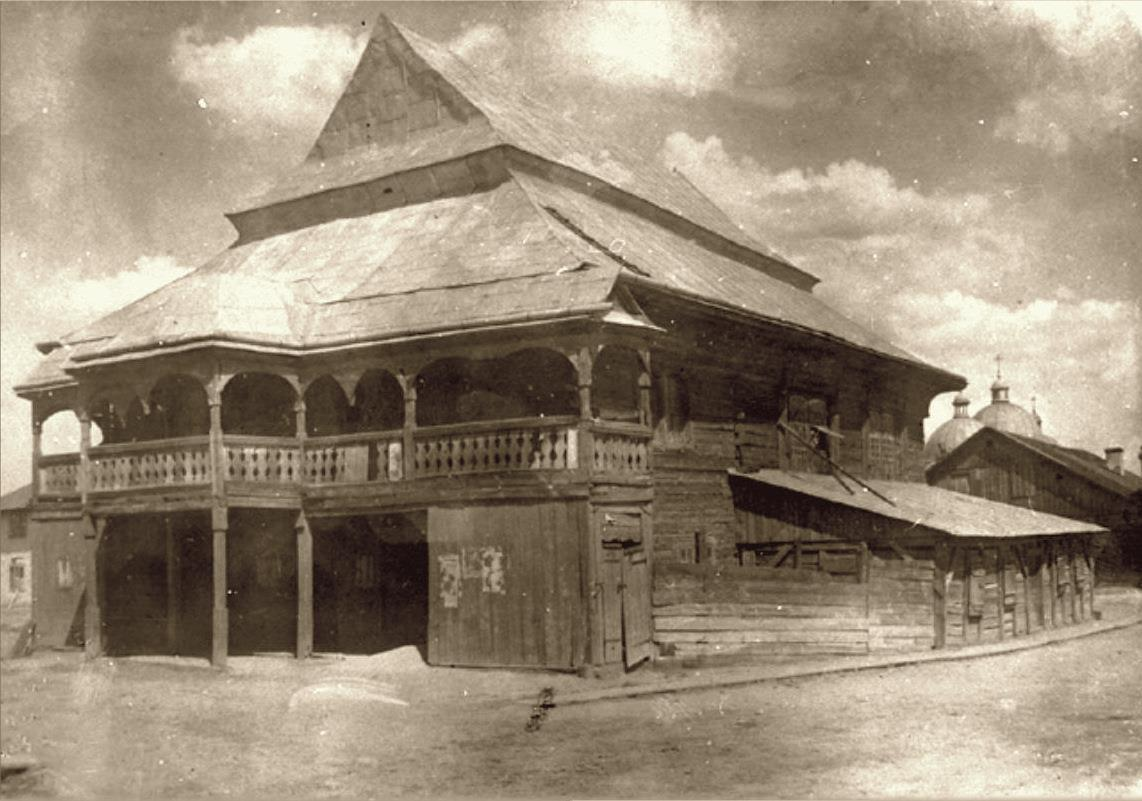
Зруйнована синагога
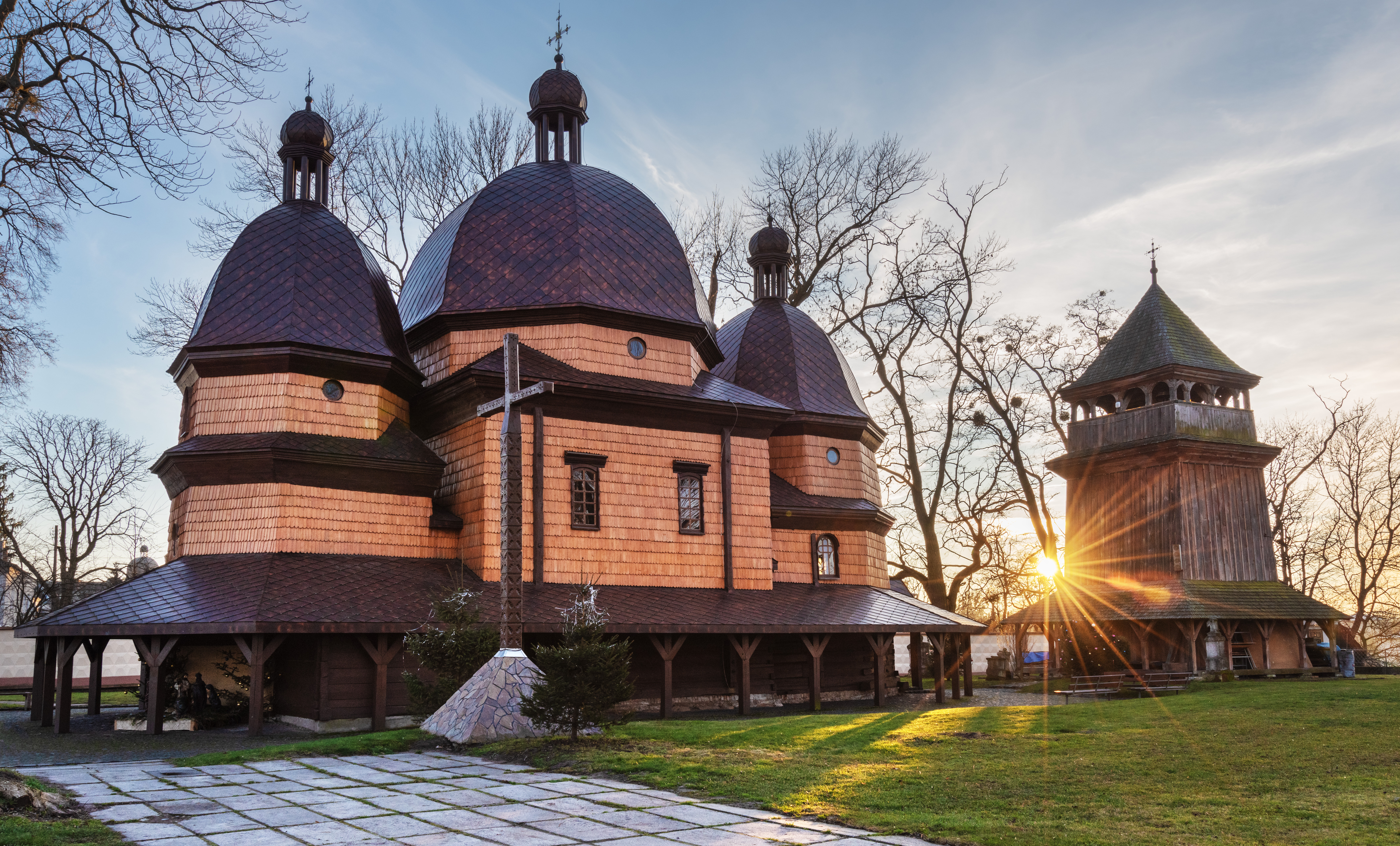
Церква Святого Миколая
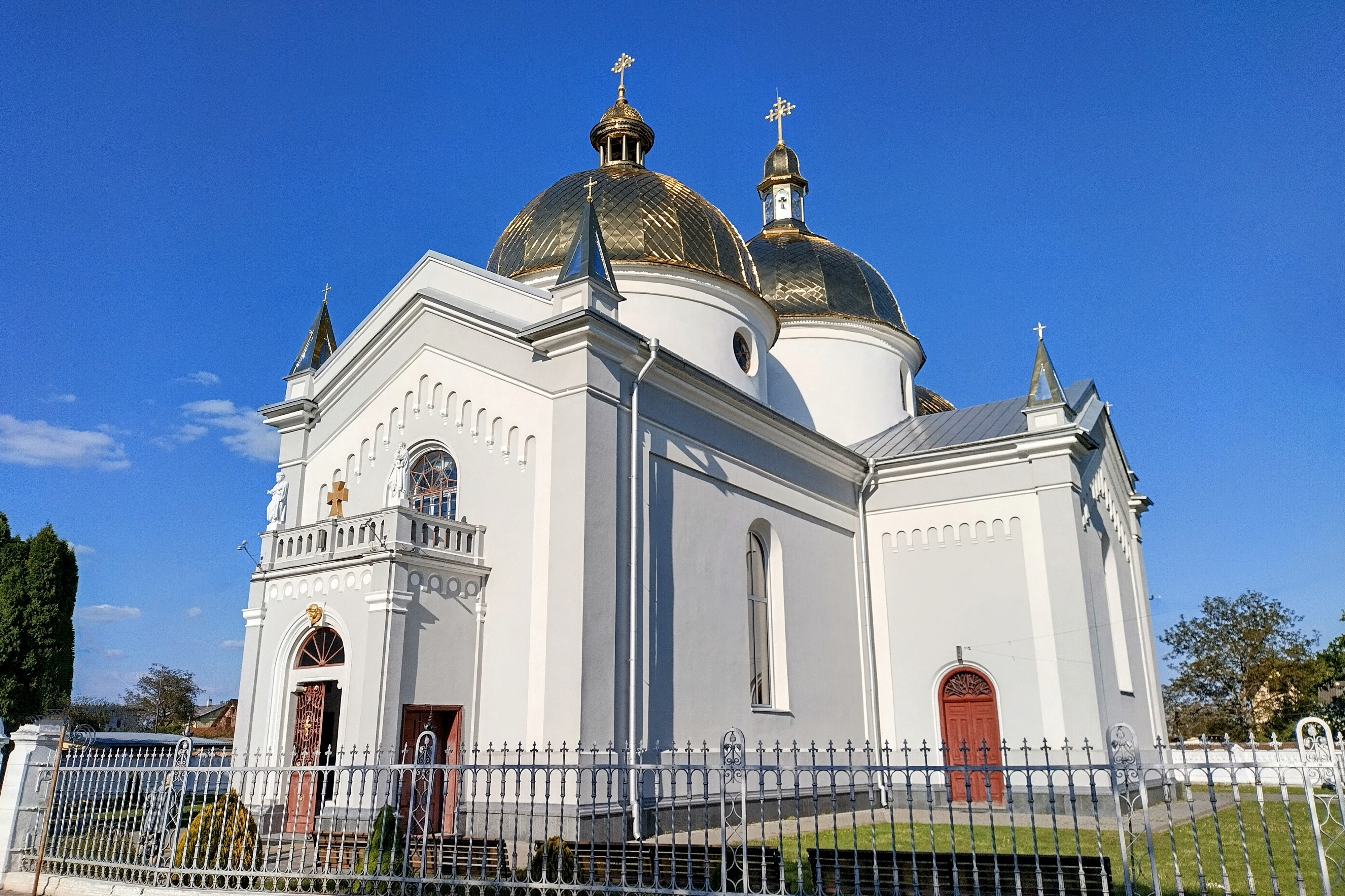
Церква Різдва Пресвятої Богородиці
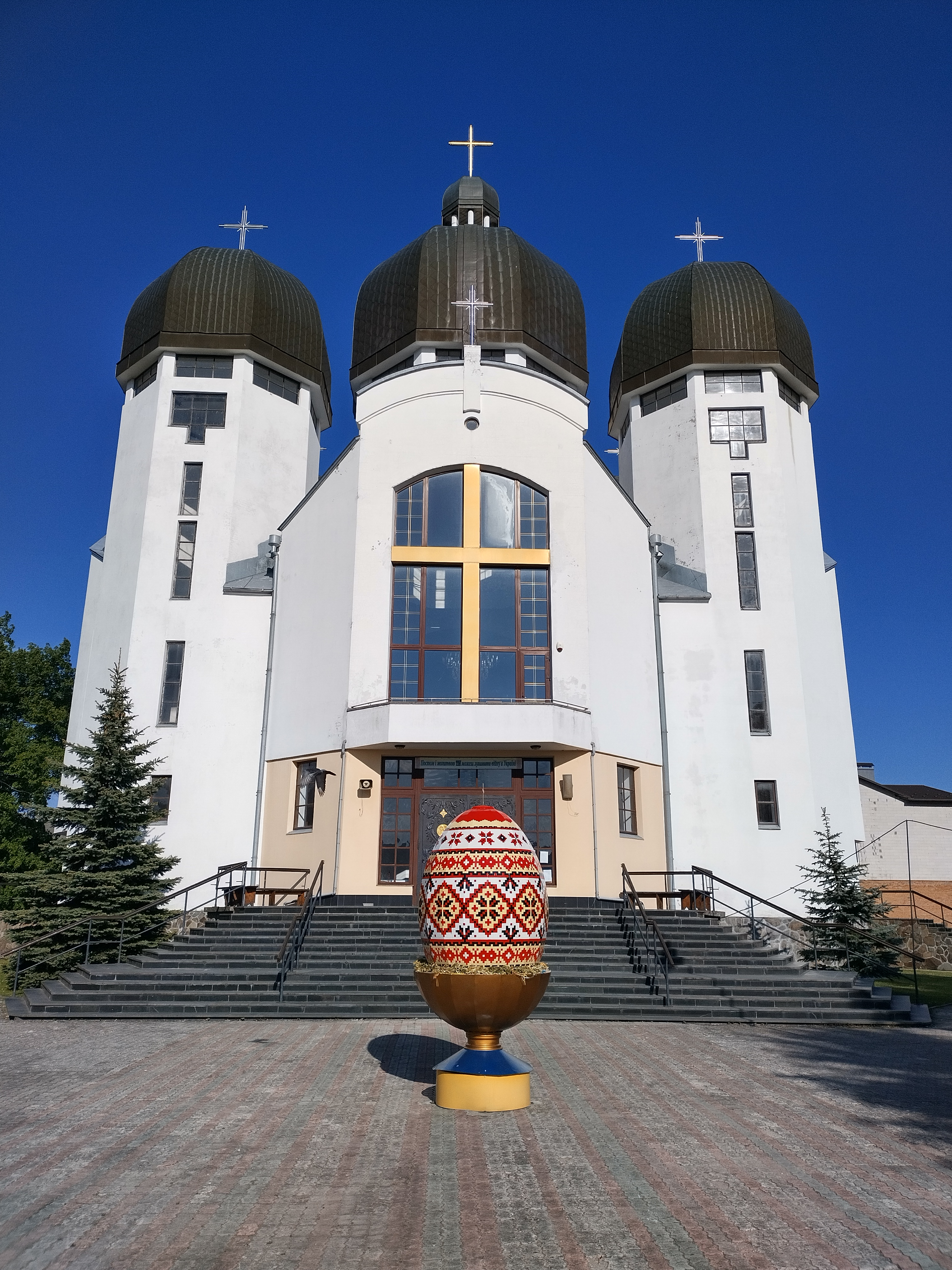
Церква Преображення Господнього

## Населення

### Чисельність
У 1880 році у місті мешкало 6107 осіб, з них 2820 — юдеї, 1641 — греко-католики, 1590 — римо-католики.
Динаміка зміни чисельності населення, згідно з результатами переписів населення, подана у таблиці нижче
| 1959 | 1970 | 1979  | 1989  | 2001  |
| ---- | ---- | ----- | ----- | ----- |
| 7950 | 8539 | 10353 | 11266 | 11510 |

### Національний склад
Розподіл населення за національністю за даними перепису 2001 року:
| Національність  | Відсоток |
| --------------- | -------- |
| українці        | 95,49%   |
| росіяни         | 3,29%    |
| поляки          | 0,52%    |
| білоруси        | 0,34%    |
| інші/не вказали | 0,36%    |

### Мова
Розподіл населення за рідною мовою за даними перепису 2001 року:
| Мова            | Чисельність, осіб | Відсоток |
| --------------- | ----------------- | -------- |
| Українська      | 11 084            | 96,30%   |
| Російська       | 375               | 3,26%    |
| Польська        | 20                | 0,17%    |
| Білоруська      | 16                | 0,14%    |
| Вірменська      | 7                 | 0,06%    |
| Румунська       | 2                 | 0,02%    |
| Болгарська      | 1                 | 0,01%    |
| Інші/Не вказали | 5                 | 0,04%    |
| Разом           | 11 510            | 100%     |

## Освіта
У Кам'янці-Бузькій діє 5 дошкільних навчальних заклади, три школи, професійно-технічне училище.
Середні загальноосвітні школи міста:
- Загальноосвітня школа І—ІІІ ступенів № 1 імені Івана Франка — роком заснування вважають 1873 рік, коли була збудована двокласна початкова школа.
- Загальноосвітня школа І—ІІІ ступенів № 2 імені Григорія Тютюнника.
- Загальноосвітня школа І—ІІІ ступенів № 3 — заснована у 1945 році, з 1952 року отримала статус середньої. За радянських часів мова викладання — російська.

Єдиним у місті закладом професійно-технічної освіти є Вище професійне училище № 71. Було засноване у 1951 році, як школа механізації сільського господарства. З 1973 року училище ввійшло до системи професійно-технічної освіти. Проводить підготовку кваліфікованих робітників і молодших спеціалістів для таких галузей економіки: транспорт, будівництво, торгівля та громадське харчування, сільське господарство. Учнівський контингент училища — 567 учнів.

## Театр
Камянку-Бузьку часто називають батьківщиною українського театру. В 1619 році Якубом Ґаватовичем на міському ринку були поставлені перші в історії інтермедії українською мовою: «Продав кота у мішку» та «Найкращий сон». Якуб Ґаватович на той час учителював у Кам'янці-Струмиловій. Також тут 1914 року була вперше поставлена драма Івана Франка «Украдене щастя».

## Транспорт
Через Кам'янку-Бузьку проходить автомобільний шлях національного значення Н17 (Львів — Радехів — Луцьк), автошлях територіального значення Т 1425.
Місто має зручне розміщення щодо залізничних шляхів. У сусідньому селі Сапіжанка залізнична лінія розгалужується на дві гілки, що прямують в бік Шептицького, Володимира, Ковеля і Радехова, Луцька. Обидві ці лінії проходять через Кам'янку-Бузьку і в місті є дві залізничні станції: Кам'янка-Бузька на лінії до Луцька і Батятичі (названа на честь сусіднього села, проте розташована на околиці Кам'янки-Бузької) на лінії до Ковеля.

## Відомі особи

### Народилися

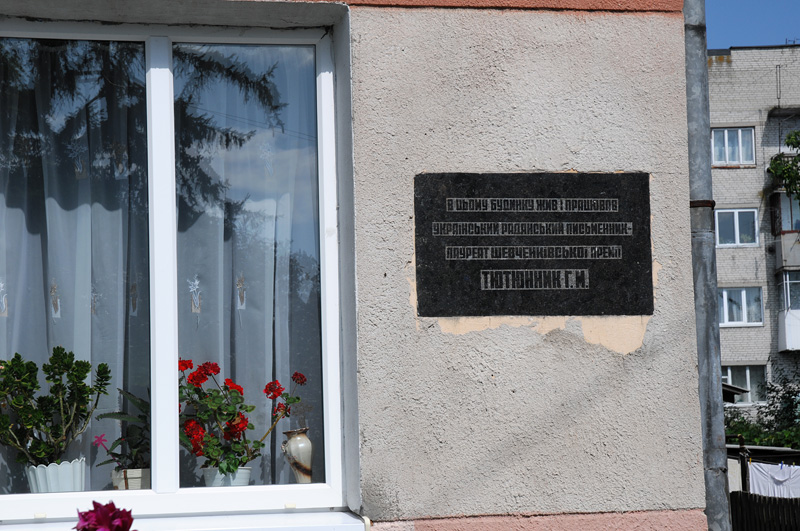
Будинок, де жив Григорій Тютюнник

- Карл Аріо — австрійський та український військовий діяч, поручник, начальник штабу 14-ї бригади УГА.
- Вознюк Сергій Віталійович (1961—2016) — молодший сержант Збройних сил України, учасник російсько-української війни.
- Стефан Грабінський — український та польський письменник-фантаст.
- Роман Кравчук — член проводу ОУН (б), член УГВР.
- Станіслав Лемпицький — польський вчений, письменник, історик літератури.
- Осадчук Юрій Вікторович (1989—2022) — старший солдат Збройних сил України, учасник російсько-української війни.
- Паньків Володимир Михайлович (1896—1980) — український радянський мистецтвознавець.
- Стефанія Скварчинська (1902—1988) — польський теоретик та історик літератури.
- Фридерик Таданір — польський архітектор.
- Ігнатій Цегельський — церковний і громадський діяч, греко-католицький священник. Брат Лонгина Цегельського.
- Лонгин Цегельський — український громадсько-політичний діяч, дипломат, адвокат, журналіст, видавець.
- Роман Цегельський — фізик і педагог.
- Фіцнерівна-Морозова Марія Іванівна (1873—1920) — українська драматична акторка і співачка.
- Цікало Богдан Богданович (1990—2014) — український військовик, начальник радіостанції 2-го механізованого батальйону 24-ї Залізної імені князя Данила Галицького окремої механізованої бригади Сухопутних військ Збройних сил України. Кавалер ордена «За мужність» ІІІ ступеня (14.03.2015; посмертно).
- Грачов Сергій Валерійович (1973—2014) — боєць 5-ї роти Добровольчого батальйону патрульної служби міліції особливого призначення «Дніпро-1». Активний учасник Революції Гідності. Загинув у бою з російськими бойовиками біля с. Піски (Ясинуватський район) під Донецьком.
- отець Володимир Породко (1899, — 1962,) — священник УГКЦ Згромадження Найсвятішого Ізбавителя, місіонер, письменник.

### Перебували
- Андрій Веретельник — український письменник, етнограф, перекладач. У 1890-х роках жив у місті.
- Ґаватович Якуб — український письменник вірменського походження, священник, педагог, культурно-освітній діяч. Здійснив поставку на ярмарку в Кам'янці-Струмиловій в 1619 р. першу українську інтермедію до польської драми «Tragedia, albo wizerunk śmierći przeswiętego Jana Chrzciciela, przesłańca bożego»
- Григорій Тютюнник — відомий український письменник, лауреат Державної премії імені Тараса Шевченка. Проживав і працював у 1948—1961 роках, тут написав відомий роман «Вир».
- отець Михаїл Цегельський — багаторічний парох міста, громадський діяч
- Роман Шухевич — український політичний і державний діяч, військовик. Проживав з 1914 року в Камінці-Струмиловій (тепер місто Кам'янка-Бузька), тут закінчив початкову школу.
- Михайло Шахнович — український галицький громадський діяч, адвокат. Під час Другої світової війни — голова Окружного Допомогового Комітету в Кам'янці-Струмиловій.
- Швагуляк Василь Іванович (1 грудня 1930, Дідилів — 6 січня 2014, Кам'янка-Бузька) — український господарник, директор Красноїльського ДОКу, директор Сторожинецького лісокомбінату, директор Кам'янка-Бузького лісопаркетного комбінату. Створив музей. Похований у Дідилові.

### Кам'янські старости
- Ян Кола — староста тлумацький[16]
- Вацлав Лещиньський — староста ковельський[17]

### Померли
- Євген Мандичевський — український письменник, педагог.[18]

## Галерея

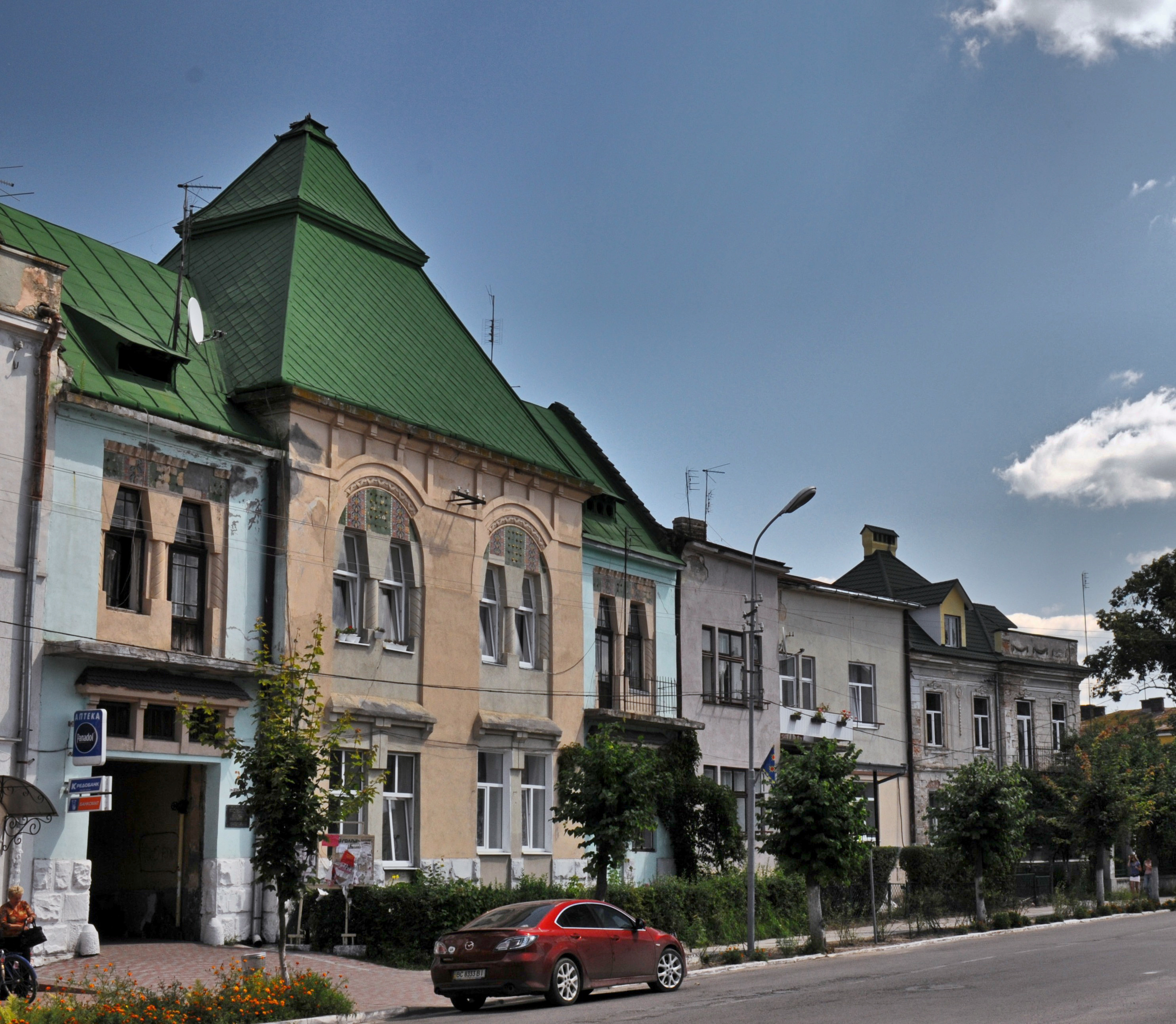
Центр творчості дітей та юнацтва
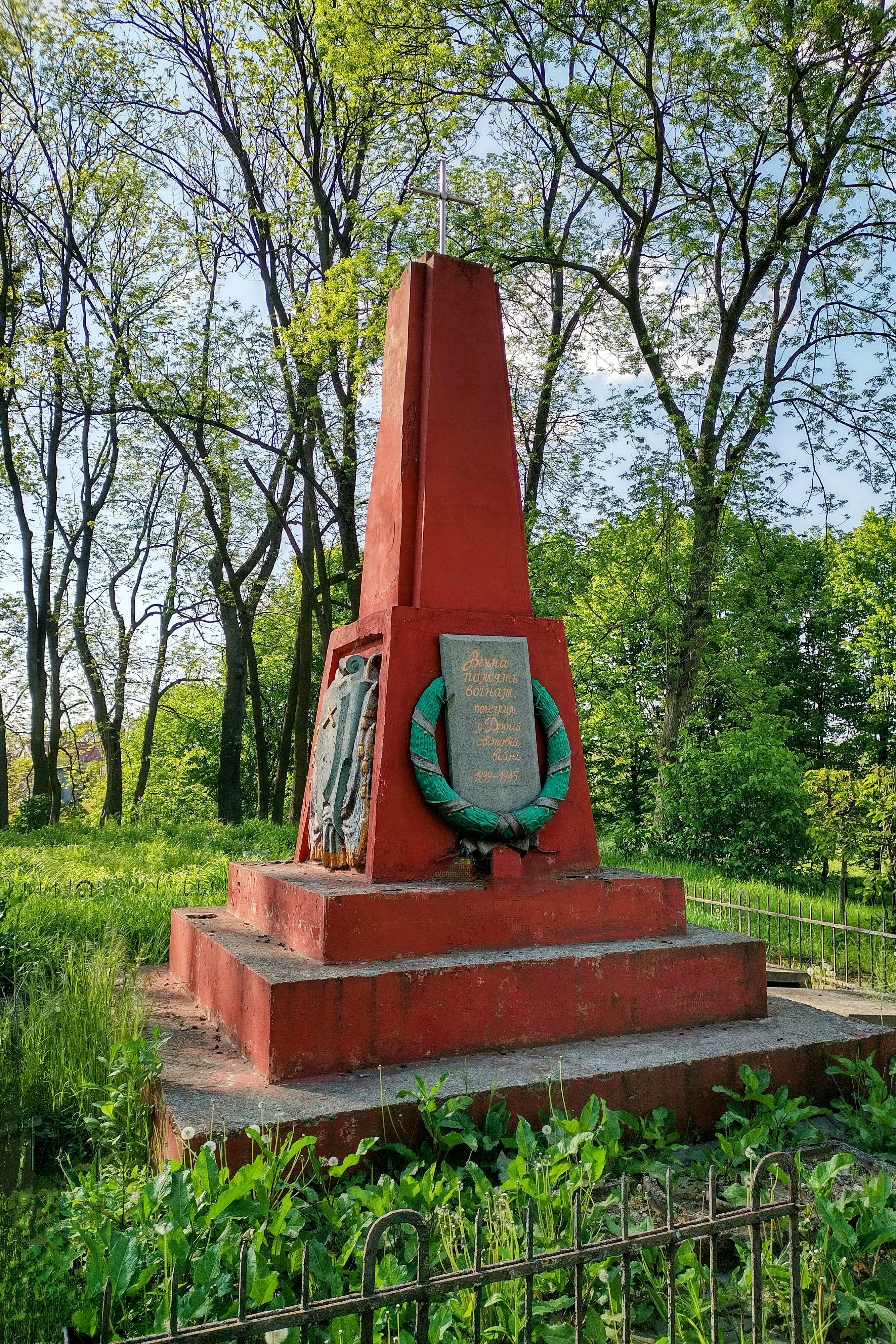
Меморіал на військовому цвинтарі
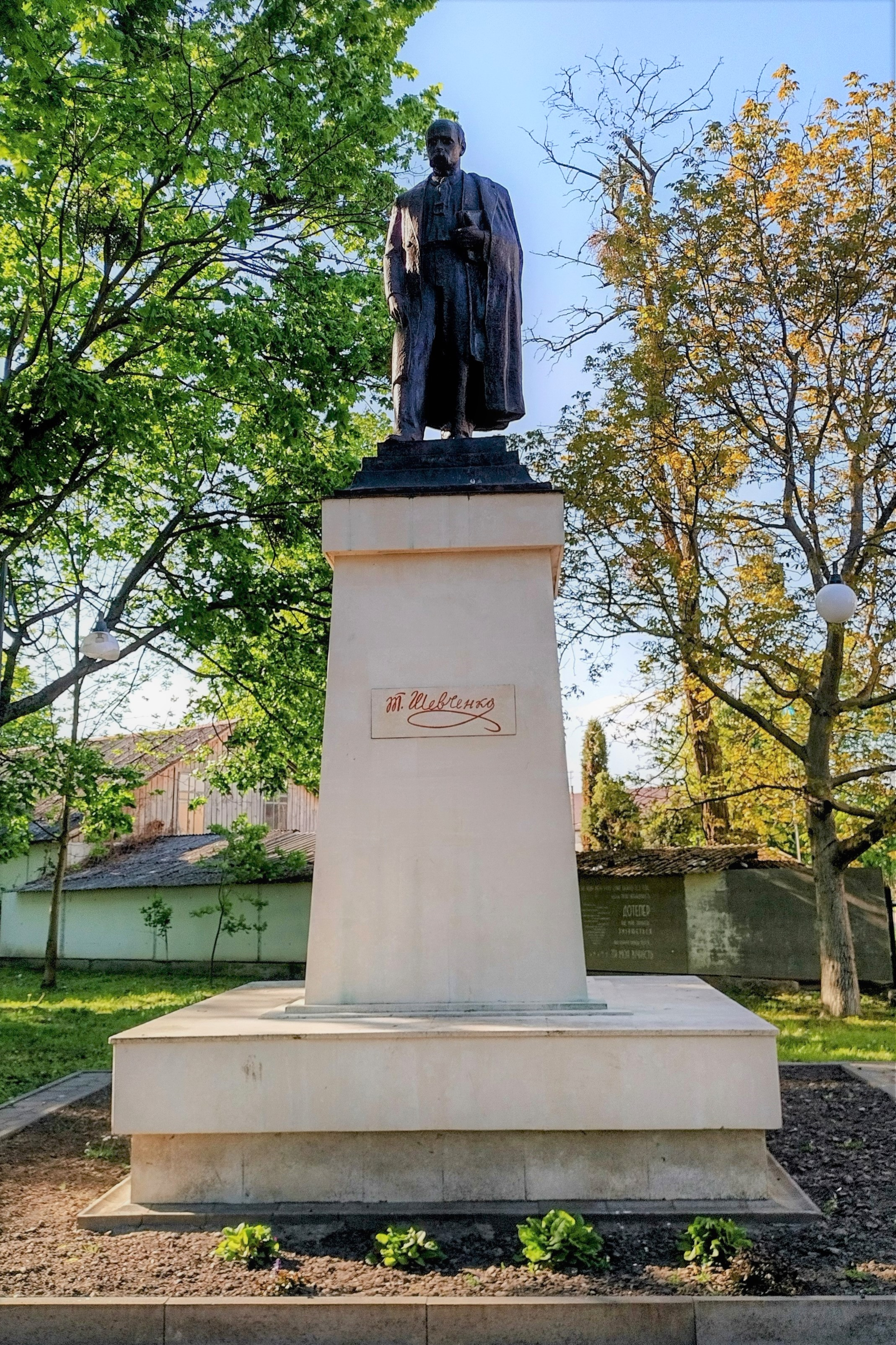
Пам'ятник Тарасові Шевченку